# Jack l'Éventreur démasqué
 (novembre 2016).
Si vous disposez d'ouvrages ou d'articles de référence ou si vous connaissez des sites web de qualité traitant du thème abordé ici, merci de compléter l'article en donnant les références utiles à sa vérifiabilité et en les liant à la section « Notes et références ».
Jack l'Éventreur démasqué (titre original : Naming Jack the Ripper) est un livre publié en janvier 2016, écrit par Russell Edwards et publié aux Éditions de l'Archipel. Dans ce livre, Edwards prétend avoir découvert l'identité du meurtrier anglais Jack l'Éventreur, et donne des indications pour prouver ses accusations. Le livre a fait l'objet de plusieurs critiques dans les journaux, et plusieurs spécialistes ont déclaré qu'ils n'étaient pas d'accord avec ce qu'avance Edwards.

## Jack l'Éventreur
Jack l'Éventreur est le surnom d'un tueur en série, encore inconnu aujourd'hui, qui a sévi en 1888 à Whitechapel, à Londres, en Angleterre. Cinq meurtres lui sont attribués : celui de Mary Ann Nichols, Annie Chapman, Elizabeth Stride, Catherine Eddowes et Mary Jane Kelly. Toutes les cinq sont des prostituées et ont été tuées de la même façon : des balafres à la gorge, des mutilations à l'abdomen et aux parties génitales, et des organes ont été prélevés. Malgré l'enquête des policiers, personne n'a pu découvrir qui était réellement derrière l'identité de Jack l'Éventreur, et tout le long du livre, Russell Edwards indique être certain de l'identité du tueur en série. Ce serait donc une découverte inédite, qui pourrait mettre fin au mythe derrière le personnage de Jack l'Éventreur. 

## Russell Edwards

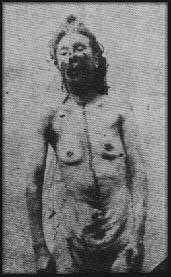
Catherine Eddowes, la quatrième victime de Jack l'Eventreur. Le châle acheté par Russell Edwards lui appartiendrait.

Russell Edwards est né en Angleterre, à Birkenhead. C'est un homme d'affaires de 50 ans qui est passionné par l'enquête autour de Jack l'Éventreur. Il vit aujourd'hui avec sa femme et ses deux enfants dans le sud-est de l'Angleterre. Il est fasciné par Jack l'Éventreur depuis qu'il est étudiant , et cela s'est renforcé lorsqu'il a vu le film From Hell d'Albert et Allen Hughes, sorti en octobre 2001. Le film est centré autour d'un enquêteur, interprété par Johnny Depp, qui cherche la véritable identité de Jack l'Éventreur. En 2007, Russell Edwards achète le châle d'une des victimes, Catherine Eddowes, mis en enchère dans le Suffolk. Le châle aurait été pris par un policier du nom de Amos Simpson pour le donner à sa femme, après le meurtre. Cependant à cause des taches de sang dessus, elle ne l'aurait jamais porté et l'aurait conservé chez elle. La personne qui le vend affirme être le descendant du policier. Dans Jack l'Éventreur démasqué, il raconte ce qui l'a mené à cet achat, ainsi que sa vie privée, et ensuite de l'enquête qu'il mène, passant en revue chaque victime. Il ne s'intéresse pas seulement aux meurtres, il s'intéresse également à la vie des cinq femmes. 

## Aaron Kosminski
Selon Russell Edwards, Aaron Kosminski se cacherait derrière le célèbre Jack l'Éventreur. En effet, après l'achat du châle de Catherine Eddowes en 2007, il commence à mener l'enquête de son côté. Sur le châle, des Aster amellus, appelées aussi "marguerites de la Saint-Michel", sont représentées. Chez les orthodoxes, cette fête se déroule le 8 novembre et chez les chrétiens c'est le 29 septembre, ce qui correspond aux dates des meurtres de plusieurs des victimes. La victime étant trop pauvre pour s'acheter ce type de foulard, ce serait un indice laissé par Jack l'Éventreur lui-même pour donner un indice sur la date de son prochain crime. Edwards a alors décidé de mener plusieurs tests ADN grâce à une méthode novatrice de Jari Louhelainen, un expert en biologie moléculaire. Il affirme que des traces de sperme ont été retrouvées, et elles appartiendraient à Aaron Kosminski, un émigré juif polonais de 23 ans. Il était barbier, ce qui peut confirmer la théorie de Russell Edwards, impliquant ainsi qu'il savait manier les rasoirs et connaissait précisément l'anatomie humaine. Aaron Kosminski avait été interné dans un hôpital psychiatrique car il avait tenté de tuer sa sœur quelque temps auparavant. Il a été suspecté longtemps par la police londonienne, mais elle n'a jamais pu le prouver.

## La polémique autour du résultat ADN
Plusieurs scientifiques contestent ce résultat ADN en indiquant que Louhelainen aurait fait une erreur dans son test ADN : cet ADN pourrait appartenir à n'importe qui, et pas seulement à Aaron Kosminski. En effet, le châle a été touché par plusieurs personnes au cours des années, et elles auraient laissé leur propre ADN. Des historiens affirment également que le châle n'a jamais été indiqué dans la liste des effets personnels de Catherine Eddowes. Pendant plusieurs conventions dédiées à Jack l'Éventreur, des descendants d'Eddowes ont été présents, et ils ont touché le châle, mettant ainsi leur ADN dessus et ne prouvant donc en aucun cas que c'est celui de Catherine Eddowes. Beaucoup de questions restent encore sans réponses, et la liste des suspects reste toujours aussi grande.   